# Obzor
Obzor (Bulgaars: Обзор) is een kleine stad en badplaats in Bulgarije, aan de Zwarte Zee. De Thracische (Thracië) naam van Obzor is Navlohos. De Romeinen noemden het Templum Iovis (Tempel van Jupiter).
De stad ligt nabij Nesebar, in de oblast Boergas. De moderne naam werd geïntroduceerd in 1936; Obzor verkreeg stadsrechten op 9 september 1984.
Obzor Hill, een berg in Grahamland, Antarctica, is hernoemd naar dit dorp.

## Bevolking
Op 31 december 2018 telt Obzor 2367 inwoners. De afgelopen jaren is de bevolking van Obzor constant toegenomen, in tegenstelling tot de rest van Bulgarije. 
| jaartal | 1934  | 1946  | 1956  | 1965  | 1975  | 1985  | 1992  | 2001  | 2011  | 2018  |
| ------- | ----- | ----- | ----- | ----- | ----- | ----- | ----- | ----- | ----- | ----- |
| Obzor   | 1.278 | 1.477 | 1.520 | 1.773 | 1.853 | 2.015 | 2.032 | 1.970 | 2.117 | 2.367 |

De Bulgaren vormen de grootste groep in het stadje Obzor met 97% van de bevolking. Er leven verder een aantal Bulgaarse Turken en  Roma. Nagenoeg alle inwoners zijn aanhangers van de Bulgaars-Orthodoxe Kerk. 